# 9004 Peekaydee
9004 Peekaydee è un asteroide della fascia principale. Scoperto nel 1982, presenta un'orbita caratterizzata da un semiasse maggiore pari a 3,2025917 UA e da un'eccentricità di 0,1548183, inclinata di 21,67526° rispetto all'eclittica.
L'asteroide è dedicato allo scrittore statunitense Philip K. Dick, tramite le sue iniziali rappresentate secondo la pronuncia in inglese.